# Schloss Skokloster

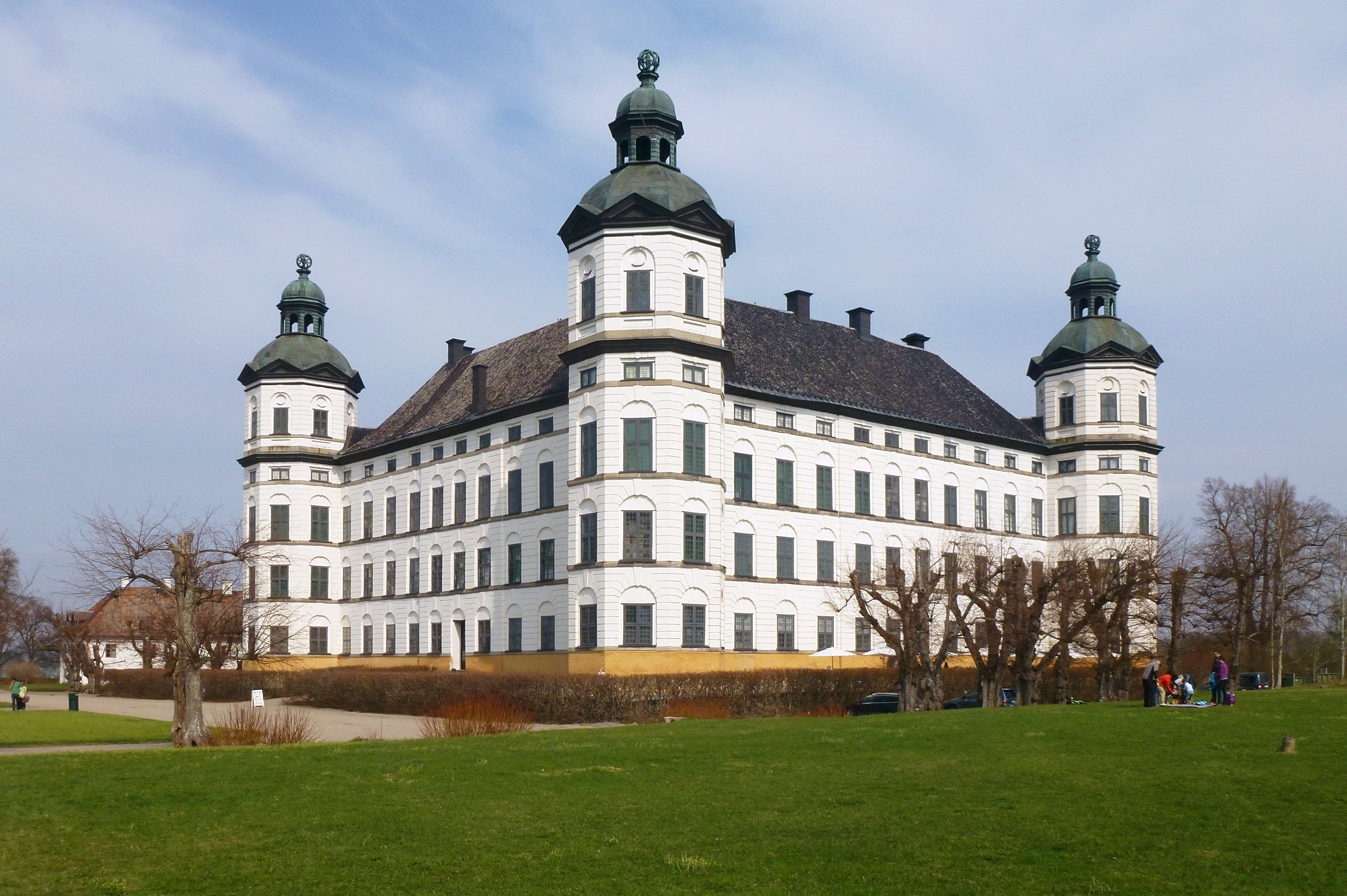
Schloss Skokloster 2013

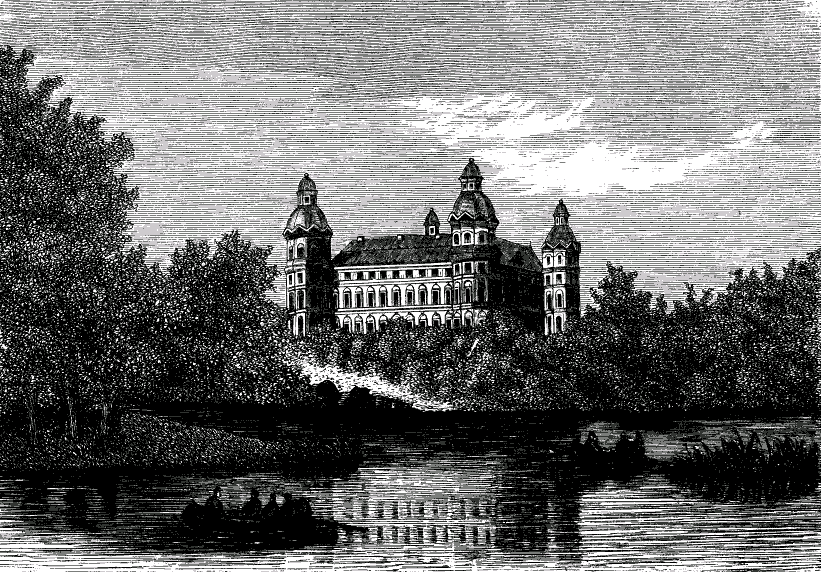
Schloss Skokloster 1866

Das Schloss Skokloster, gelegen in der schwedischen Provinz Uppsala län in der Gemeinde Håbo, ist eines der imposantesten Zeugnisse der schwedischen Großmachtszeit.
Der Feldherr Carl Gustav Wrangel veranlasste kurz nach dem Ende des Dreißigjährigen Krieges den Bau des Schlosses. Als Architekt arbeitete vermutlich Casper Vogell, mit dem Wrangel schon in Deutschland Kontakt hatte. Auch Jean de la Vallée und Nicodemus Tessin d. Ä können an gewisse Teile des Projektes geknüpft werden. Das Schloss hat einen quadratischen Grundriss mit vier achteckigen Ecktürmen und einem Innenhof. Um 1670 war der Rohbau fertiggestellt, und man begann mit der Ausstattung und Einrichtung des Schlosses, was sich bis 1700 hinzog und nie vollendet wurde. So ist der große Festsaal auch heute noch eine Baustelle mit Werkzeugen und anderen Hilfsmitteln aus dem 17. Jahrhundert.
Das Schloss wechselte in den folgenden Jahrhunderten mehrmals den Besitzer und wurde 1967 an den Staat verkauft. Es wurde danach renoviert, 1971 zum Byggnadsminne erklärt und der Öffentlichkeit zugänglich gemacht.
Das Schloss hat sein ursprüngliches Aussehen und seine ursprüngliche Einrichtung bis heute weitgehend erhalten. Die Malereien und Skulpturen sind einzigartig, wie auch die Waffenkammer und die Bibliothek. Ein Teil der ausgestellten Kunstwerke entstammt dem Prager Kunstraub im Sommer 1648. Skokloster wurde so zum Standort des berühmten manieristischen Porträts von Kaiser Rudolf II. als Vertumnus, gemalt 1591 von Giuseppe Arcimboldo.

## Interieurbilder

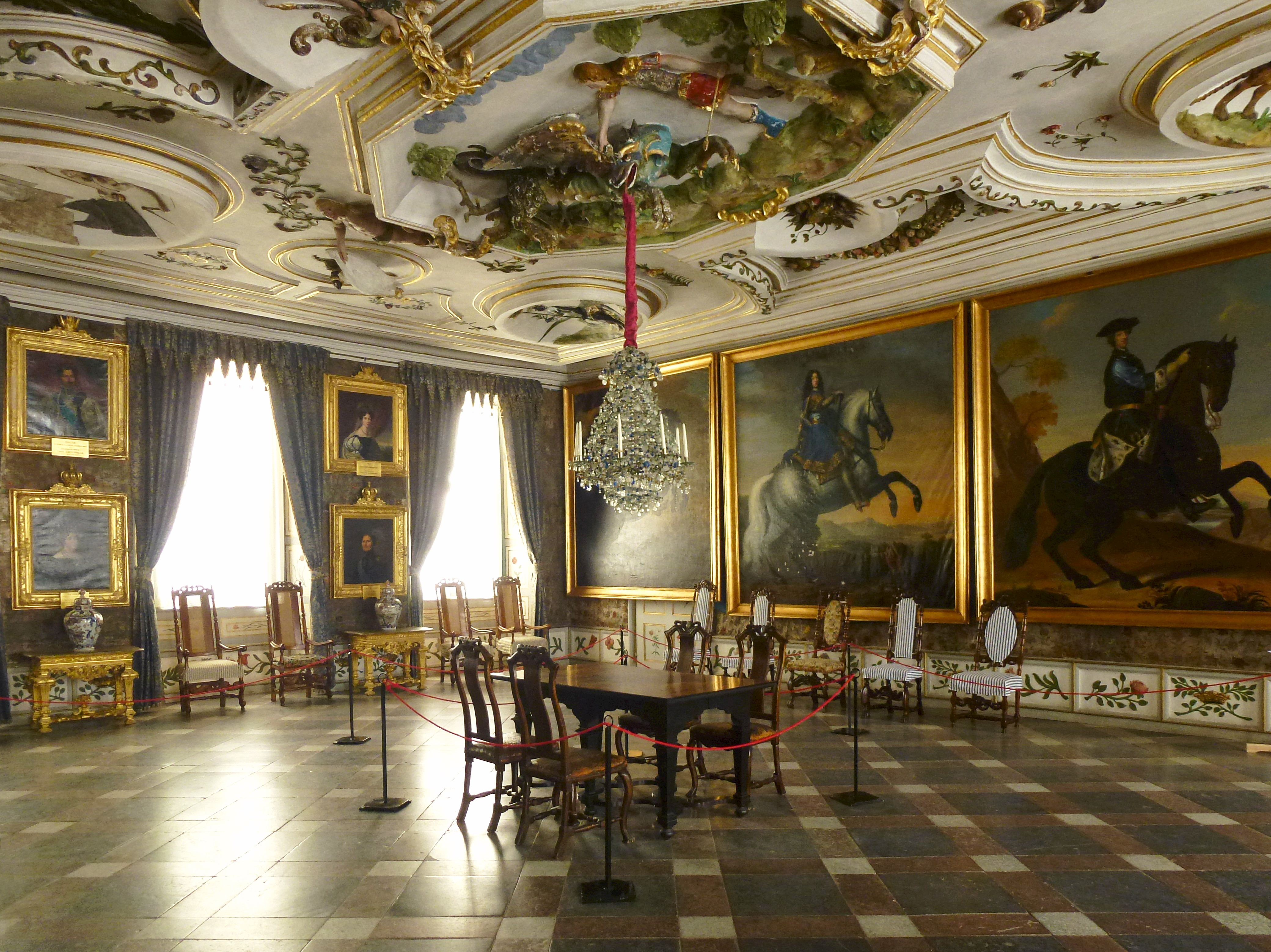
Der Königsaal
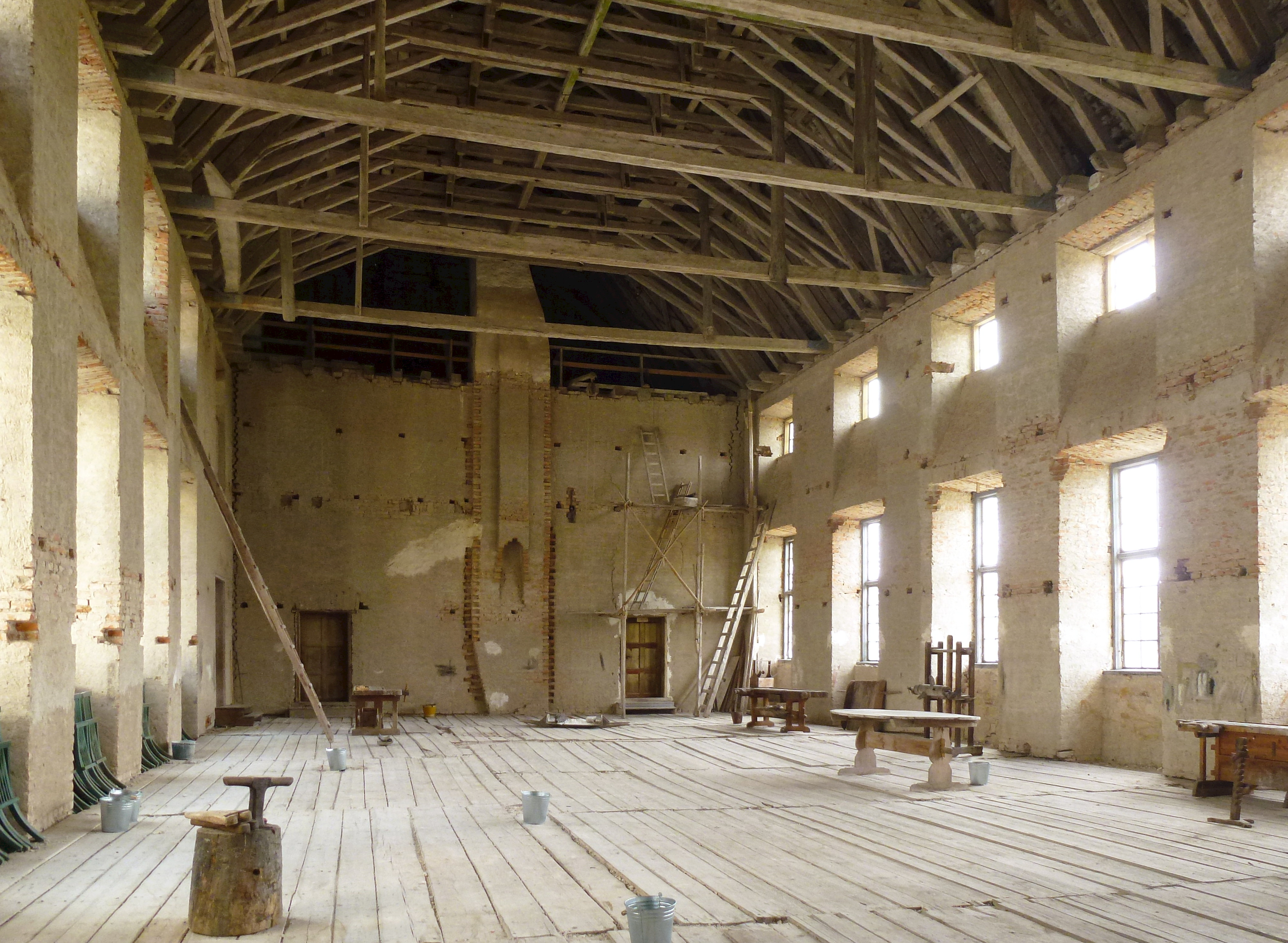
Der unvollendete Festsaal
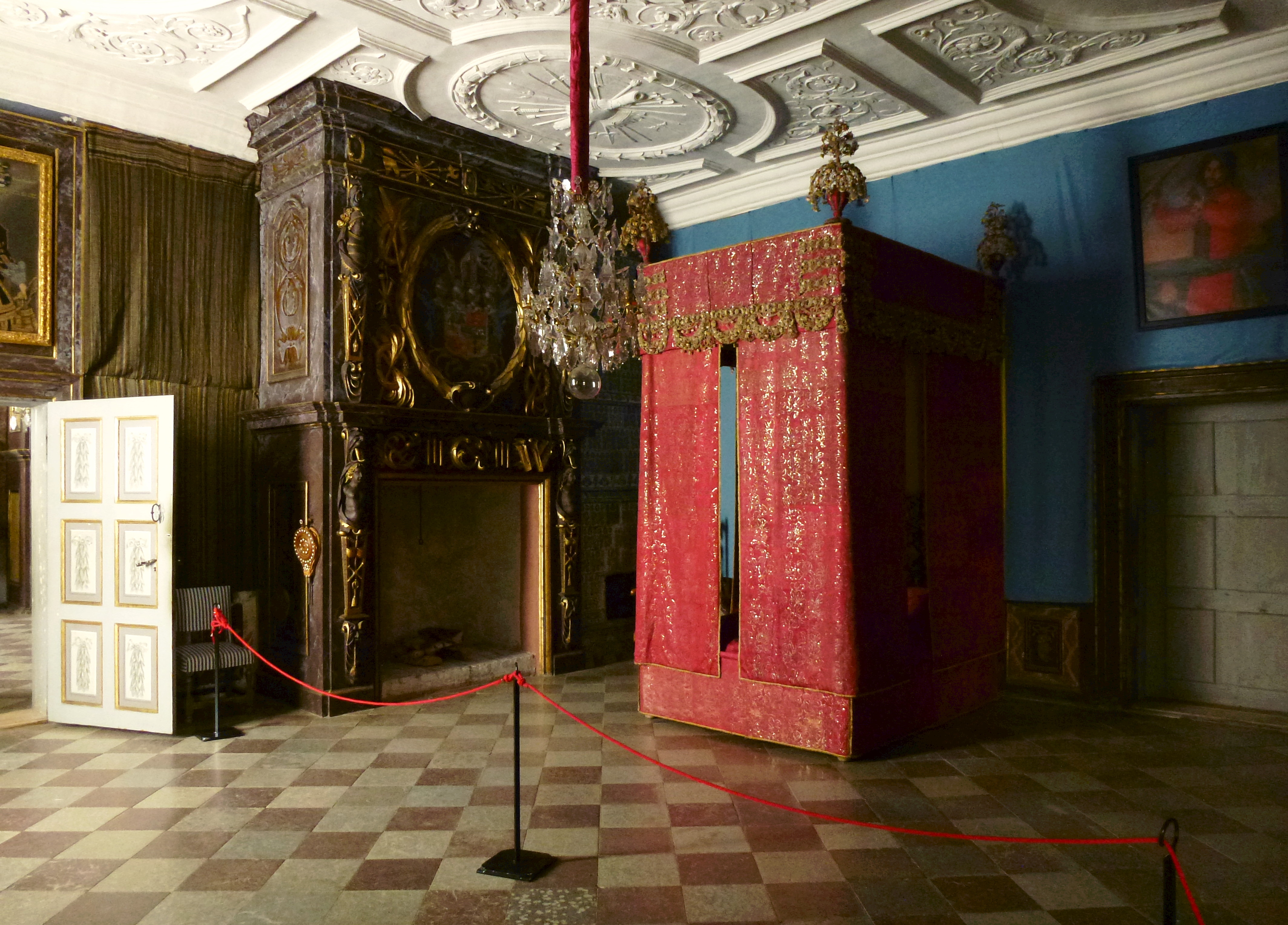
Wrangels Schlafgemach
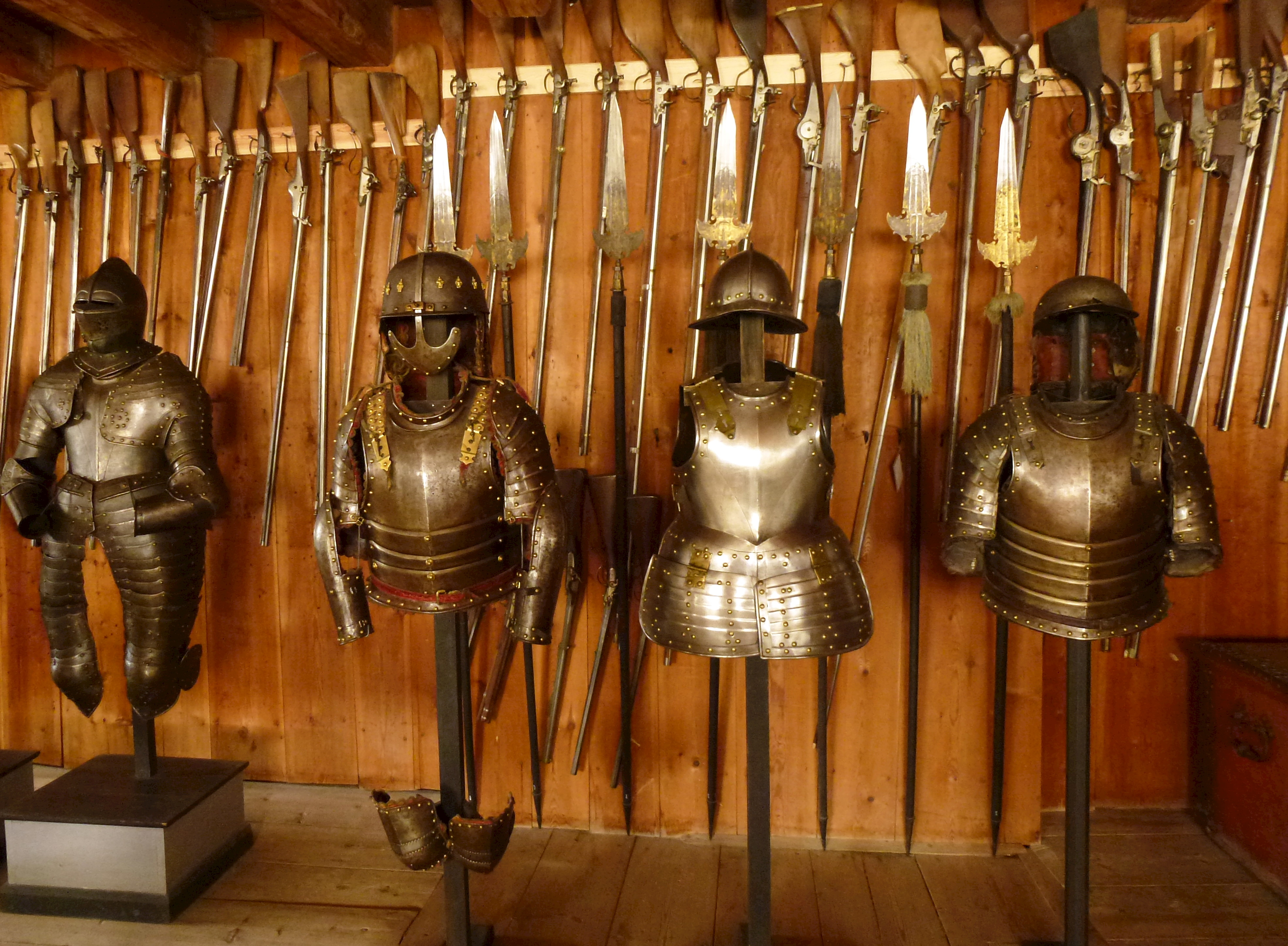
Wrangels Waffenkammer
Arcimboldo: Rudolf II. als Vertumnus

## Skokloster-Schild

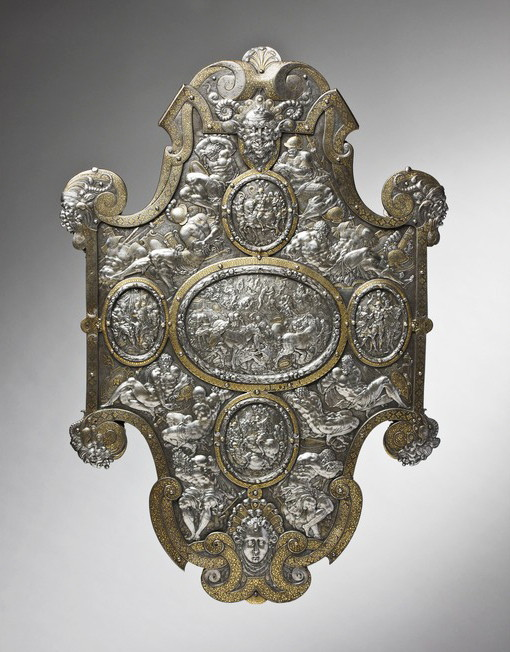
Skokloster-Schild

Der Skokloster-Schild ist ein prächtiger Schild aus der Mitte des 16. Jahrhunderts, der auf Schloss Skokloster aufbewahrt wird. Der Schild ist ein nicht für den Einsatz im Kampf gedachter Zeremonien- oder Paradeschild, der als Dekorationsgegenstand diente. Der Schild ist eine Renaissancearbeit aus der Zeit um 1560 und wurde vermutlich vom Goldschmied Eliseus Libaerts in Antwerpen nach einem Vorbild von Etienne Delaune gefertigt. Das Material ist Stahl mit gehämmertem Gold und Silber. Auf dem Schild befinden sich fünf Reliefs in Schnitzarbeit. Die vier kleineren zeigen die Schlacht eines Königs, seine Vorbereitungen darauf und seine triumphale Rückkehr. Das zentrale Relief zeigt eine Schlachtszene. Die Reliefs sind von angeketteten Gefangenen und Trophäengruppen umgeben. Die Abmessungen betragen: Höhe 710 mm, Breite 492 mm und das Gewicht beträgt 3780 Gramm. Das Objekt ist in Wrangels Waffenkammer auf Schloss Skokloster ausgestellt, eine Replik befindet sich in Wien.
Es gibt verschiedene Berichte darüber, wer der Auftraggeber gewesen sein könnte. Einer Ansicht zufolge wurde es für Erik XIV. angefertigt. Eine andere Ansicht besagt, dass es zur Krönung Kaiser Rudolfs II. angefertigt wurde. Beim Sturm auf die Prager Kleinseite wurde er 1648 als Kriegsbeute erbeutet. Es ist in Carl Gustav Wrangels Wolgastiner Inventar von 1651 und im Inventar des Schlosses Skokloster von 1710 aufgeführt.